# Ākivīdu
Ākivīdu är en ort i Indien.   Den ligger i distriktet West Godāvari och delstaten Andhra Pradesh, i den södra delen av landet, 1 400 km söder om huvudstaden New Delhi. Ākivīdu ligger 13 meter över havet och antalet invånare är 40 413.
Terrängen runt Ākivīdu är mycket platt. Runt Ākivīdu är det tätbefolkat, med 613 invånare per kvadratkilometer. Närmaste större samhälle är Bhimavaram, 15,8 km öster om Ākivīdu. Trakten runt Ākivīdu består till största delen av jordbruksmark.